# 哈里奇和北埃塞克斯 (英國國會選區)
哈里奇和北埃塞克斯（英語：Harwich and North Essex），英國國會一郡選區，包括英格蘭東部埃塞克斯郡騰德靈和科爾切斯特區一部。始設於2010年。
保守黨的伯納·詹金在2010年大選中以46.9%選票勝出該區連任成功。